# Piaseczno
Piaseczno ist eine Stadt im Powiat Piaseczyński der Woiwodschaft Masowien in Polen. Sie ist Sitz der gleichnamigen Stadt-und-Land-Gemeinde mit 86.217 Einwohnern (Stand 31. Dezember 2020) sowie des Powiat.

## Geschichte
Etwa im 14. Jahrhundert entstand eine befestigte Siedlung an der Stelle des heutigen Piaseczno. Am 5. November 1429 erhielt die Siedlung von Herzog Janusz I. der Alte das Stadtrecht nach Kulmer Recht. Um 1537 entstehen Bierbrauerei und die Branntweinherstellung in Piaseczno. Damit war die Stadt die dritte Stadt in Masowien mit diesen Wirtschaftszweigen. 1545 geht die Stadt an die polnische Königin Bona Sforza. Im 16. Jahrhundert wütet ein großes Feuer in der Stadt und sie verlor an Bedeutung. 1580 gründeten die Schuhmacher die erste Zunft der Stadt. Am 21. Februar 1662 erhielt die Stadt von König Johann II. Kasimir das Recht Jahrmärkte abzuhalten. 1659 war die Stadt von Schweden während des Schwedisch-Polnischen Kriegs besetzt, was den wirtschaftlichen Niedergang und eine Entvölkerung des Ortes bedeutete. 1677 erweiterte Johann III. Sobieski die Rechte von Piaseczno, es durften ab jetzt drei Jahrmärkte abgehalten werden. August II. erweiterte 1726 die Rechte der Stadt nach dem Magdeburger Recht. 1730 wütet ein großes Feuer in der Stadt und vernichtet unter anderem das Rathaus und damit das Archiv der Stadt. Während der Dritten Teilung Polens wurde die Stadt Teil Preußens und 1815 Teil Kongresspolens. 1870 wurde der Stadt vom russischen Zaren das Stadtrecht aberkannt. Während des Ersten Weltkrieges wurden der Ort und seine Umgebung Zeuge von Kämpfen zwischen Deutschen und Russen. Während dieser Zeit sank die Einwohnerzahl des Ortes. 1916 erhielt Piaseczno das Stadtrecht zurück. 1934 wurde die Stadt an die Bahnstrecke Warschau–Radom angeschlossen. 
Am 6. September 1939 begann sich mit der Einfahrt von Panzern der Wehrmacht, der Zweite Weltkrieg auf die Stadt auszuwirken. Mit Beginn der Besetzung wurde ein Gefangenenlager eingerichtet. In Piaseczno lebten 2200 Juden, das war ein Drittel der Bevölkerung, im Winter 1940 wurde von den deutschen Besatzern ein Zwangsghetto angeordnet, deren inzwischen 3500 Insassen wurden im Februar 1941 in das Warschauer Ghetto deportiert. Am 16. Januar 1945 verließen die Deutschen die Stadt kampflos und zerstörten bei ihrem Rückzug den Bahnhof.
Am 1. Juli 1952 wurde die Stadt Sitz eines Powiats. Am 31. Mai 1975 verlor die Stadt den Sitz im Rahmen einer Verwaltungsreform wieder, erhielt ihn aber 1999 zurück.
Von 1975 bis 1998 gehörte die Gemeinde zur Woiwodschaft Warschau.

### Eingemeindungen
1916 wurde das Dorf Wola Piasecka in die Stadt eingemeindet.
1919 wurden die Dörfer Chyliczki, Żabieniec und Zgorzały Teil der Stadt.

### Einwohnerentwicklung
Seit der Wende erlebt die Stadt einen massiven Aufschwung in der Bevölkerungsentwicklung. Die Stadt wächst, vor allem durch die günstige Lage in der Nähe Warschaus, seit 1992 um 3 % jährlich. Betrug die Bevölkerung 1992 noch 24.468, so ist sie bis 2007 um 57,5 % angestiegen.

## Wappen
Mit der Vergabe des Stadtrechtes 1429 erhielt die Stadt auch ihr Wappen. Es stellt einen silbernen Widder auf rotem Grund dar. Dieser steht auf drei grünen Hügeln.

## Bauwerke
- das Rathaus, etwa 1824 errichtet

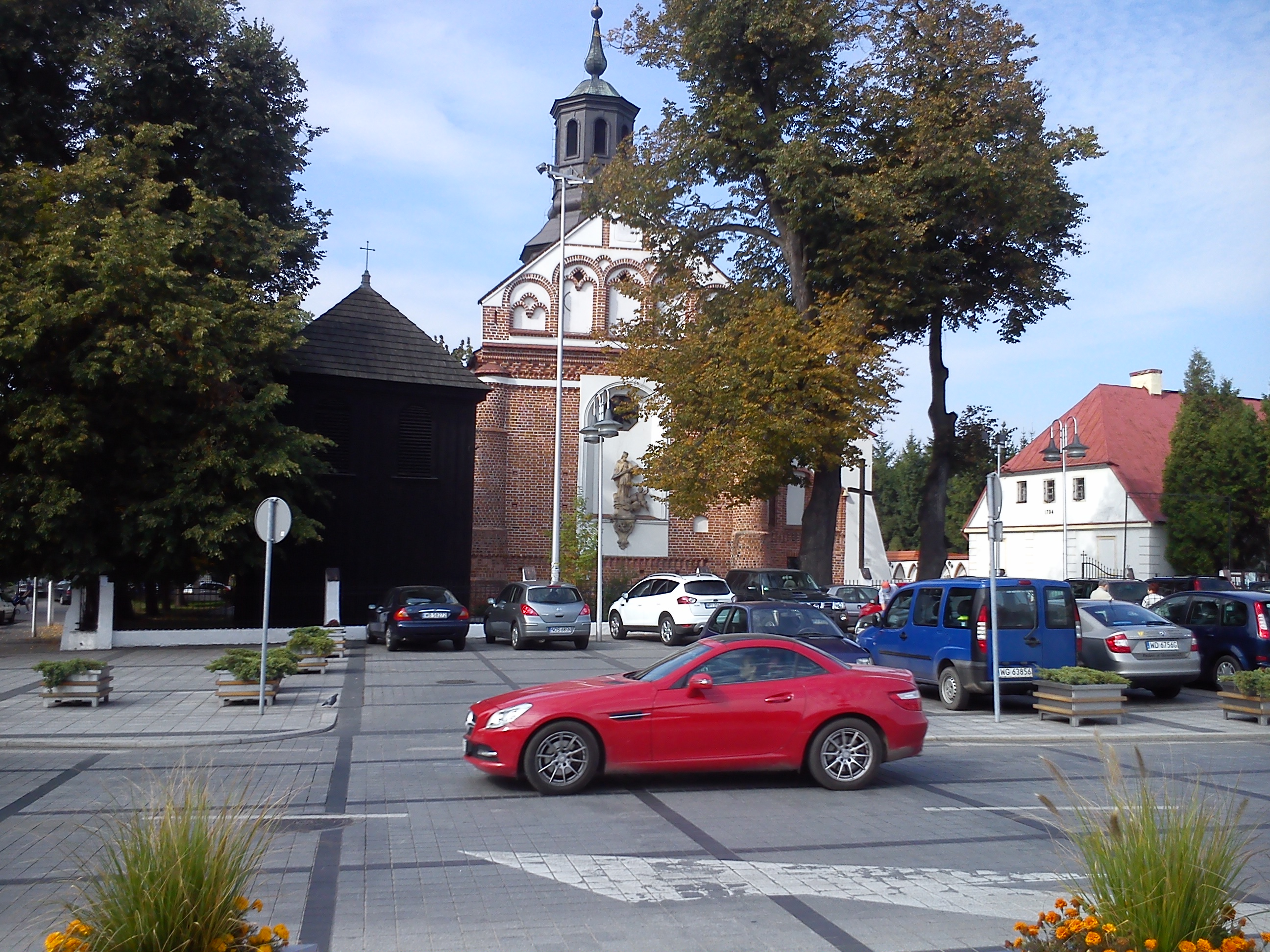
Kirche der Heiligen Anna

- Kirche der Heiligen Anna, etwa um 1555 errichtet.
- das Pfarrhaus aus dem Ende des 18., Anfang des 19. Jahrhunderts
- ein hölzerner Turm aus der ersten Hälfte des 19. Jahrhunderts
- der jüdische Friedhof aus dem 19. Jahrhundert

## Gemeinde
Zur Stadt-und-Land-Gemeinde (gmina miejsko-wiejska) Piaseczno mit einer Fläche von 128,23 km² gehören die Stadt selbst und 35 Dörfer mit 32 Schulzenämtern.

## Verkehr
Piaseczno hat einen Bahnhof an der Bahnstrecke Warschau–Radom.

## Söhne und Töchter der Stadt
- Władysław Serafin (* 1950), Politiker
- Rafał Ziemkiewicz (* 1964), Science-Fiction- und Fantasy-Schriftsteller
- Roman Kosecki (* 1966), Fußballspieler und Politiker
- Bartosz Soćko (* 1978), Schachspieler